# Вулиця Брюллова (Київ)
Ву́лиця Брюлло́ва — вулиця в Солом'янському районі міста Києва, місцевості Солом'янка, Залізнична колонія. Пролягає від Стадіонного провулку до вулиці Івана Огієнка.
Прилучається вулиця Архітектора Кобелєва.

## Історія
Вулиця виникла на межі XIX—XX століття. Складалася з вулиць 4-а Лінія і 5-а Лінія. Сучасна назва на честь російського художника Карла Брюллова — з 1955 року.
Збереглася стара забудова Залізничної колонії — багатоквартирні будинки залізничників та інші споруди (будинки № 1, 3, 5, 7, 10, 10а).

## Зображення

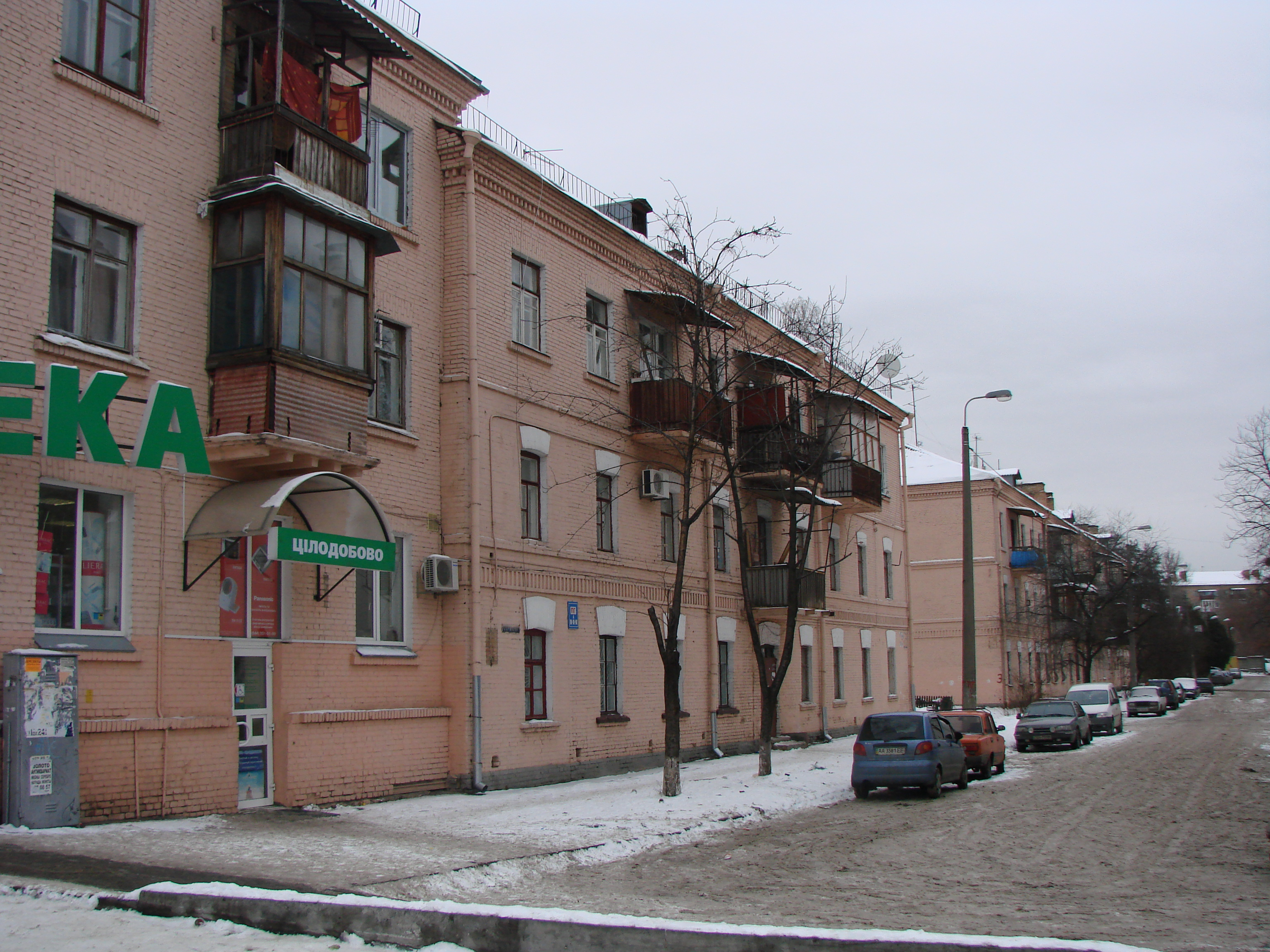
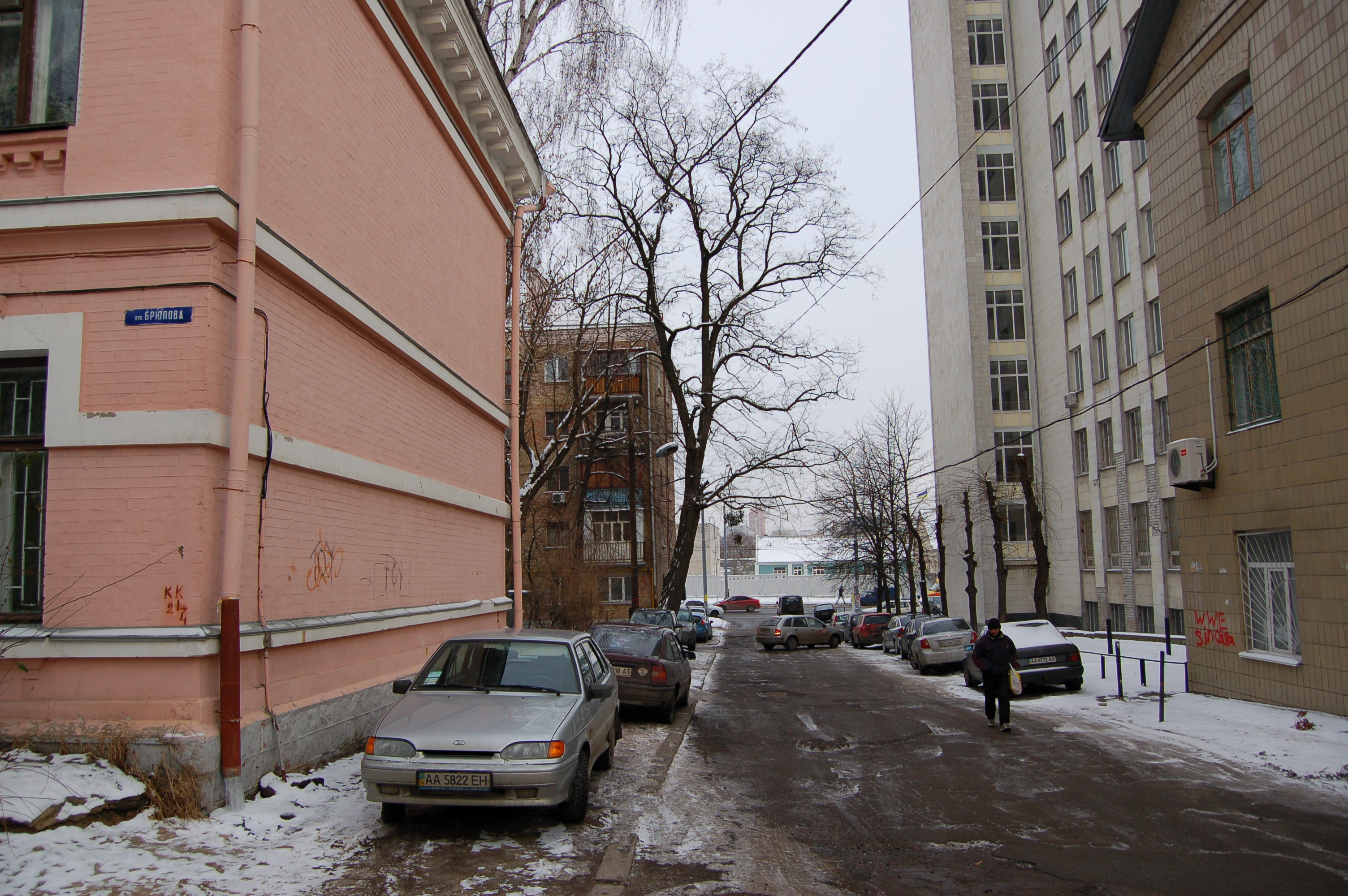
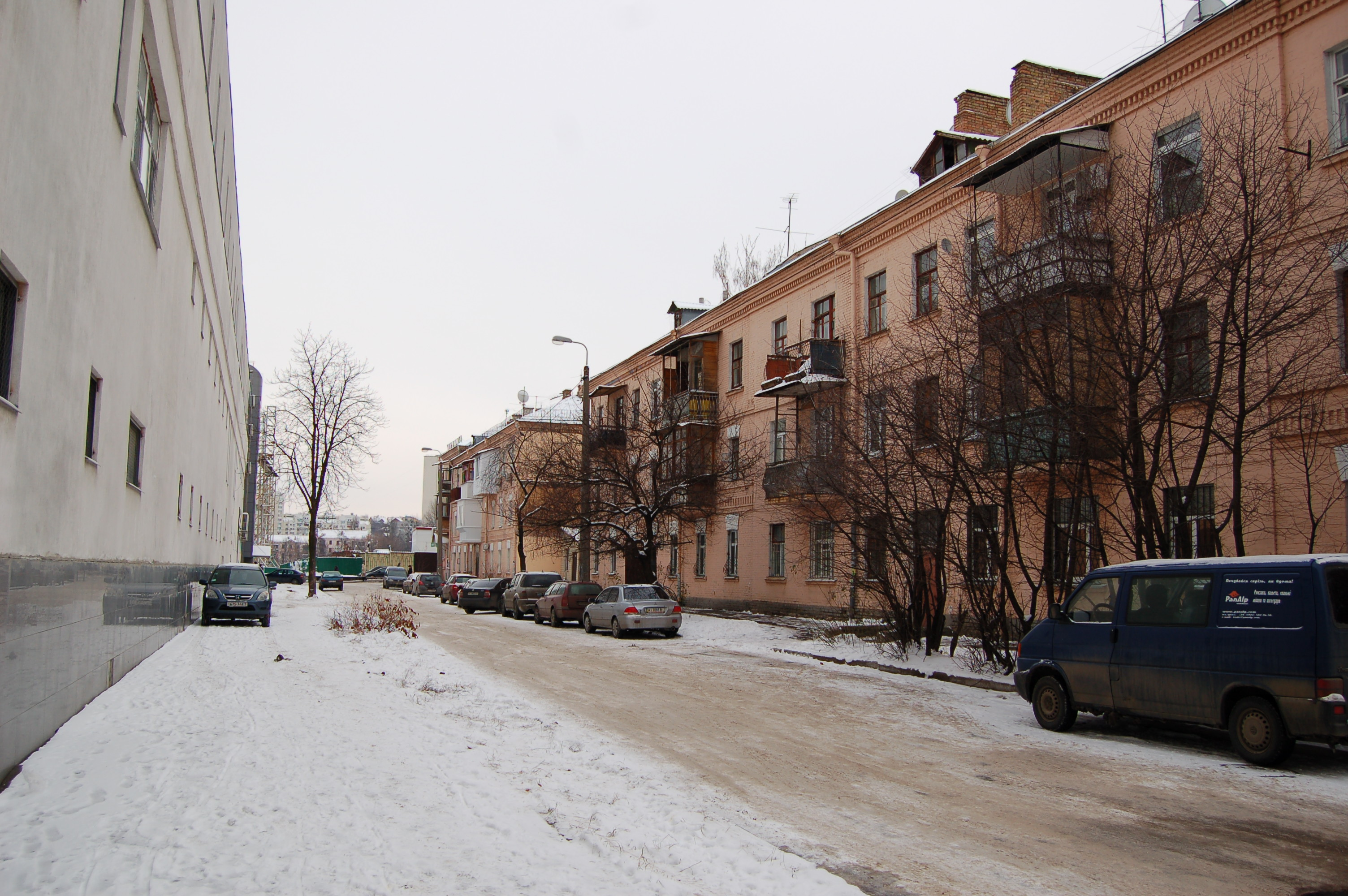